# ترامپ علیه نیویورک
ترامپ علیه نیویورک یک پرونده در دیوان عالی ایالات متحده در مورد رسیدگی به سرشماری سال ۲۰۲۰ ایالات متحده است. پرونده حول یک تفاهم نامه اجرایی است که توسط رئیس‌جمهور دونالد ترامپ در ژوئیه سال ۲۰۲۰ به وزارت بازرگانی نوشته شده که عملیات سرشماری را انجام می‌دهد و گزارش می‌دهد. در این یادداشت به وزارت دستور داده شد تا نتایج سرشماری را بی احتساب تعداد تخمینی مهاجران فاقد اسناد شهروندی گزارش کند. ائتلاف ایالت‌های ایالات متحده به رهبری ایالت نیویورک همراه با چندین شهر و سازمان‌های دیگر شکایت کردند که از انجام اقدام براساس این یادداشت جلوگیری شود. دادگاه منطقه‌ای ایالات متحده برای ناحیه جنوبی نیویورک برای ایالت‌ها جلوی اجرای تفاهم نامه را گرفت، و ترامپ را وادار به درخواست انجام اقدام اضطراری از سوی دیوان عالی برای تصمیم‌گیری در مورد این موضوع قبل از اعلام نتایج سرشماری تا ۳۱ دسامبر، ۲۰۲۰ کرد.

## زمینه
به نظر برخی سرشماری سال ۲۰۲۰ در زمان رئیس‌جمهور ترامپ به یک واقعه خیلی سیاسی تبدیل شده‌است. ترامپ برای کاهش تعداد مهاجران، از جمله مهاجران فاقد اسناد تابعیتی، در ایالات متحده کارزاری راه اندازی کرده بود. با نزدیک شدن به مقدمات سرشماری، وزارت بازرگانی، که اداره دفتر سرشماری ایالات متحده را بر عهده دارد، اعلام کرد که قصد دارد سؤالی را در سرشماری مجدداً جای دهد، که در مورد وضعیت مهاجرت فرد در «فرم کوتاه» سرشماری که برای همه خانوارها ارسال می‌شود وجود دارد. اهداف اداره سرشماری از این سؤال مشخص نبود و بسیاری از ایالت‌ها، شهرها و گروه‌های مدافع ازبرخی از مهاجران، از جمله افرادی که دارای وضعیت قانونی در این کشور هستند، را به شرکت در سرشماری وادارد، درنتیجه عدد سرشماری کمتر باشد و بر نمایندگی در دولت و بودجه فدرال مؤثر باشد. سپس این ایالت‌ها و گروه‌های دیگر شکایت کردند و در پرونده دیوان عالی وزارت بازرگانی علیه. نیویورک، دادگاه در ژوئن ۲۰۱۹ حکم داد که منطق ارائه شده توسط وزارت بازرگانی خودسرانه و دمدمی مزاجی است و وزارت را از درج سؤال منع کرد مگر اینکه بتوانند توضیح بهتری ارائه دهند. وزارت بازرگانی ترجیح داد این سؤال را در فرمهای نهایی که ارائه شده‌است درج نکند.
به دنبال تصمیم دیوان عالی، ترامپ گفت که وی همچنان قصد دارد از روشهای دیگری برای تخمین تعداد مهاجران غیرقانونی به عنوان بخشی از گزارش سرشماری استفاده کند. وی در تاریخ ۲۱ ژوئیه سال ۲۰۲۰، یادداشتی را برای وزارت بازرگانی امضا کرد، "تفاهم نامه حذف بیگانگان غیرقانونی از پایگاه تخصیص پس از سرشماری سال ۲۰۲۰". این دستور به دپارتمان سرشماری دستور می‌دهد که گزارش مستند نتایج سرشماری تا ۳۱ دسامبر سال ۲۰۲۰، تعداد تخمینی مهاجران غیرقانونی (افرادی که تحت قانون مهاجرتی و تابعیت سال ۱۹۶۵ نیستند) در مجموع سرشماری در نظر گرفته نشود. دولت استدلال کرد که بند انتصاب ماده یک قانون اساسی مشخص نمی‌کند که تعریف "شخص" به عنوان بخشی از شمارش سرشماری چیست. از آنجا که سرشماری معمولاً مهاجرانی که فقط به‌طور موقت در کشور بوده‌اند مانند دیپلمات‌ها مستثنی کرده‌است، دولت ادعا کرد که این امر به ترامپ این آزادی را داده‌است که این مهاجران فاقد سند را حذف کند.
سه چالش قانونی جداگانه علیه این یادداشت در هفته امضای یادداشت تشکیل شد. یک پرونده توسط دادگاه مشترک در دادگاه منطقه ای ایالات متحده برای منطقه کلمبیا تشکیل شد. دو شکایت دیگر در دادگاه منطقه ای ایالات متحده برای منطقه جنوبی نیویورک شد. یکی توسط ائتلافی متشکل از ۲۲ ایالت، ناحیه کلمبیا، ۱۵ شهر و کنفرانس شهرداران ایالات متحده، و دیگری اتحادیه آزادی‌های مدنی آمریکا و اتحادیه آزادی‌های مدنی نیویورک. هر سه دادخواست به‌طور کلی استدلال می‌کردند که تفسیر «اشخاص» از قانون اساسی که توسط دولت استدلال می‌شود با توجه به سابقه پرونده گذشته و چگونگی انجام سرشماری در طول تاریخ بسیار نادرست بوده و این یادداشت نماینده یک تصمیم خودسرانه و هوس دیگر است.
این دو پرونده در منطقه جنوبی نیویورک با هم تلفیق شدند و حکم آن در ۱۰ سپتامبر سال ۲۰۲۰ صادر شد و مانع اجرای این یادداشت شد. هیئت سه قاضی حکم داد که اگرچه رئیس‌جمهور به نحوی در مورد گزارش نتایج سرشماری اختیار دارد، اما اختیارات انحراف از قانون اساسی «نیاز به بیان کل تعداد کل افراد در هر ایالت را نشان می‌دهد» فقط توسط کنگره تعیین می‌شود و بنابراین یادداشت بیش از اختیاری است که به رئیس‌جمهور توسط کنگره داده شده‌است، و آن را بی‌اعتبار می‌داند.

## دیوان عالی
ترامپ با توجه به نزدیک بودن مهلت ۳۱ دسامبر پس از صدور رای دادگاه منطقه، از دیوان عالی درخواست رسیدگی سریع کرد. در این دادخواست خواسته شده‌است تا وضعیت ایالت‌ها و شهرها برای اقدامات حقوقی علیه این یادداشت را به چالش بکشند و همچنین تفسیر دولت از «اشخاص» در بند تقسیم را تأیید کنند. دیوان عالی دادخواست را در ۱۶ اکتبر ۲۰۲۰ تأیید کرد و تاریخ جلسات دادرسی شفاهی این پرونده را در تاریخ ۳۰ نوامبر سال ۲۰۲۰ تعیین کرد.